# Yves Brunier
Yves Brunier (* 10. November 1962 in Évian-les-Bains; † 2. Oktober 1991 ebenda) war ein französischer Landschaftsarchitekt.

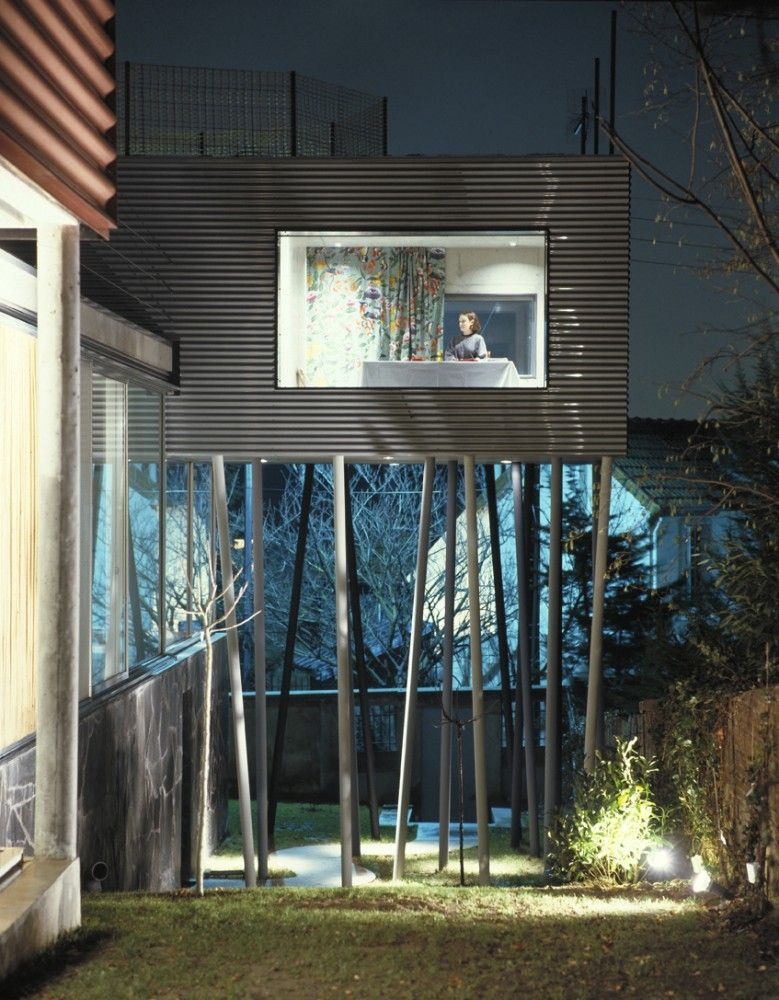
Villa dall'Ava, Saint-Cloud

## Werdegang
Yves Brunier studierte Architektur in Grenoble und arbeitete nach dem Abschluss 1982 bei OMA von Rem Koolhaas. Er weigerte sich zunächst, Landschaften zu entwerfen und wollte eigentlich Architekt werden, wurde aber von Koolhaas überzeugt und studierte dann Landschaftsarchitektur an der École nationale supérieure du paysage Versailles. Nach dem Diplom 1986 kehrte Yves Brunier zu OMA zurück. Er arbeitete 1987 mit Jean Nouvel zusammen und ab 1988 mit Isabelle Auricoste.
Mit nur 28 Jahren verstarb Brunier an AIDS.

## Stil
Yves Bruniers Lieblingstechnik war die Collage, er verwendete aber auch Bleistift- und Aquarellskizzen. Er kultivierte in seinen Entwürfen eine schöpferische Strategie, in der das scheinbar Widersprüchliche des urbanen Alltags, der Konflikt zwischen Natur und Kultur, zu neuen Sinnzusammenhängen verschmolz und suchte nicht nach harmonischen Naturbildern in der Stadt. Analog zu seinen Collagen schuf Brunier unkonventionelle Kompositionen, indem er Fragmente unterschiedlicher Bilder, Ideen oder Situationen zusammensetzte, ohne dass die Einzelelemente ihre Identität verloren. Bruniers Arbeiten spiegelten Zerrissenheit und Schwebezustand wider, die das aktuelle Lebensgefühl der modernen Gesellschaft charakterisieren.
Laut Koolhaas waren Bruniers Zeichnungen und Collagen von Ungeduld und Gewalt geprägt. Er behauptete auch, dass dessen Umgang mit der Natur aggressiv sei und führte dies auf seine Krankheit zurück.

## Landschaftsarchitektur

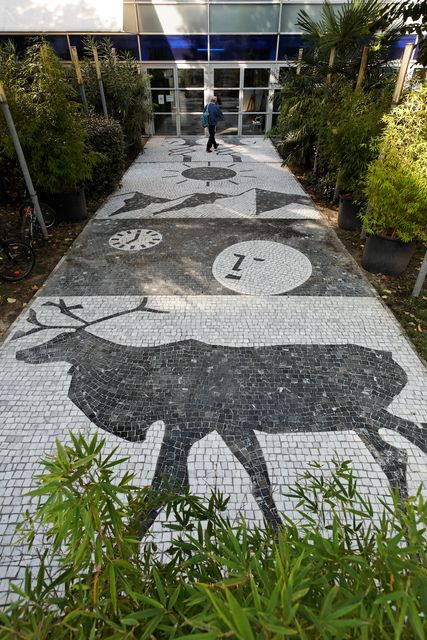
Les Thermes Hotel and spa, Dax

In der fünfjährigen Karriere als Landschaftsarchitekt entwarf Brunier 15, darunter folgende realisierte, Projekte:
- mit Rem Koolhaas:
  - 1984–1988: Patio Villa, Rotterdam (Designerin: Petra Blaisse)[1]
  - 1984–1991: Villa dall'Ava, Saint-Cloud (Designerin: Petra Blaisse)[2]
  - 1988–1994: Museumpark, Rotterdam[3]

- mit Jean Nouvel:
  - 1987–1989: Saint-James Hotel, Bouliac[4]
  - 1990–1992: Les Thermes Hotel and spa, Dax[5]
  - 1989–1992: Place du Général Leclerc, Tours mit Isabell Auricoste[6][7]

## Zitate
- Udo Weilacher bezeichnete Bruniers 1986 beginnende Karriere als "kometenhafte Karriere".

## Bücher
- Rem Koolhaas (Hrsg.): Yves Brunier. Landschaftsgestalter. Birkhäuser Edition, 1996. ISBN 3-7643-5436-4 mit Beiträgen von Jean Nouvel, Rem Koolhaas, Yves Brunier, Odile Fillion und Hubert Tonka